# Дувър
Вижте пояснителната страница за други значения на Доувър.
Дувър (на английски: Dover; на латински: Dubris, правилен правопис по правилата за транскрипции Доувър) е град в Англия, край протока Па дьо Кале. Населението му е 28 156 жители към 2001 г. ЖП възел, има пристанище и ферибот, който пътува до Дюнкерк или Кале, Франция. Развити са корабостроителната и хартиената промишленост. Морски курорт. Основан е от римляните.